# Station Warszawa Kaliska
Station Warszawa Kaliska is een voormalig spoorwegstation in de Poolse plaats Warschau. Het was een ontwerp van Józef Huss. In 1915 werd het station verwoest bij de terugtrekking van de Russen.